# أرقي
قرية أرقي هي إحدى قرى محلية الدبة بالولاية الشمالية حيث تقع على الشاطئ الشرقي لنهر النيل، وتتكون من ثلاث مناطق كبيرة هي «أرقي شمال» و «أرقي وسط» و «أرقي جنوب» وكل منطقة تتكون من أحياء أصغر

## التقسيم
تم تقسيم قرية أرقي إلى ثلاث مناطق هي:
- أرقي شمال
- أرقي وسط
- أرقي جنوب

### الحدود الإدارية
- الحد الشرقي : قرية أبكر وطريق كريم السليم.
- الحد الغربي :نهر النيل حيث تقع القرية بمحاذاة نهر النيل
- الحد الشمالي: قرية سلب
- الحد الجنوبي: طريق كبري الدبة أرقي.

## الشوارع والمعالم الهامة
- شارع درب المأمور: وهو عبارة عن الطريق الرئيسي الذي يقطع القرية من أقصى الجنوب لأقصى الشمال.

بعض المعالم:
- جسر الدبة-أرقي